# Licinus planicollis
Licinus planicollis es una especie de escarabajo de la familia Carabidae.

## Distribución geográfica
Se distribuye por el sur de Europa occidental.